# Domschule Lübeck
Die Domschule (lateinisch schola cathedralis) in Lübeck war als Lateinschule des Bistums Lübeck die älteste Schule der Stadt und bestand von 1163 bis 1810.

## Geschichte
Die Lübecker Domschule wurde mit der Verlegung des Bischofssitzes von Oldenburg nach Lübeck unter Bischof Gerold eingerichtet. Sie war dem Kloster des Domstifts angegliedert und stand im Aufsichtsbereich der Domherren des Lübecker Domkapitels. Der Erziehungsauftrag dieser Schule ging in zwei Richtungen: zum einen die Ausbildung junger Geistlicher (schola interior) und als schola exterior die Vermittlung von Lateinkenntnissen an die Söhne des städtischen Patriziats und des Adels aus dem Umland.
Bedingt durch die ständigen Auseinandersetzungen zwischen dem Rat der Stadt und dem Bistum Lübeck um die politische Vorherrschaft und den wechselseitigen Einfluss in der Stadt setzte der Rat bereits 1262 gegen den Willen des Bischofs und des Domkapitels eine weitere Lateinschule durch, die bei St. Jakobi auf Kosten der Stadt eingerichtet wurde. Dieser Streit eskalierte in besonderem Maße ab 1299 unter Bischof Burkhard von Serkem. Erst in einem Vergleich 1317 wurde die Schulhoheit des Bistums formal wieder hergestellt, nur die zwischenzeitlich eingerichteten vier deutschsprachigen Kirchspielschulen blieben unter der Aufsicht und Kontrolle des Rates und dienten der Vermittlung von Schreib- und Rechenfertigkeiten insbesondere für kaufmännische Gehilfen. Sie wurden allerdings erst 1418 von der Kirche anerkannt. Jacob von Melle berichtete in seiner Gründlichen Nachricht 1787, das das „alte Schulgebäude 1413 durch Verwahrlosung eines Schülers in Asche gelegt ward.“ Seither bestand die Domschule räumlich im Umgang des Lübecker Doms bzw. im Südflügel des Domklosters Lübeck.
Mit der Reformation kam es in Lübeck auf Grundlage der Vorschläge der Kirchenordnung Johannes Bugenhagens zu einer Neuordnung des Schulwesens. Im Katharinenkloster wurde 1531 das Katharineum gegründet. Die Lateinschule bei St. Jakobi wurde aufgelöst. Im Domkapitel bestand nur die schola exterior fort, da das Domkapitel für den Lübecker Rat exterritorial und außerhalb jeden Zugriffs war. Das Katharineum empfängt jedoch fortan mit Priorität die politische Förderung durch die Stadt. Auch wenn der Stadt die Übernahme der Domschule nicht gelingt, so wird diese jedoch von der weiteren Entwicklung her ins Abseits gedrängt.

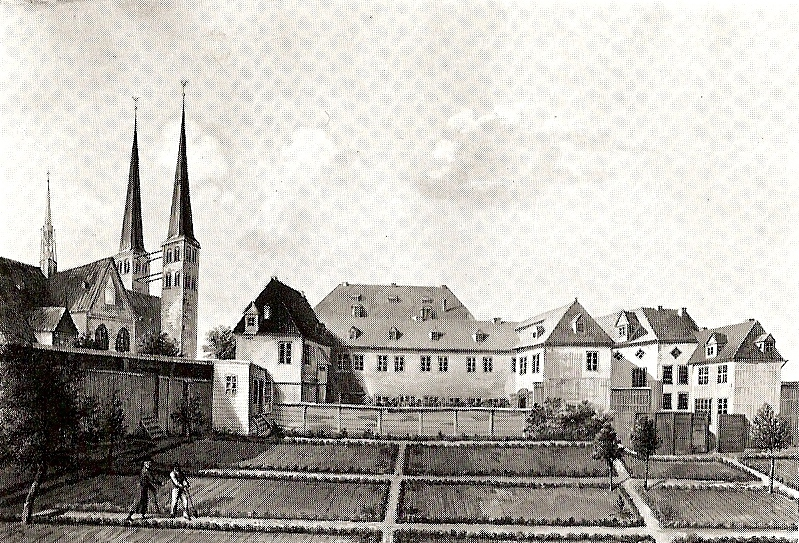
Bischofshof vor 1819

Als Lateinschule niederer Art soll sie um 1660 Schüler auf den Besuch des Katharineums vorbereiten und neben den dafür erforderlichen Lateinkenntnissen Fertigkeiten im Schreiben und Rechnen vermitteln. Eine Schulordnung aus der Zeit um 1710 ist überliefert. 1810 beschloss das Schulkollegium des Rates der Stadt im Zuge der Neuordnung des Lübecker Schulwesens dem Zustand der einklassigen Schule durch Einordnung als Mittelschule gerecht zu werden. Zu dieser Zeit hatte die Domschule zwei Lehrkräfte. 1839 wurde sie höhere Volksschule und erhielt 1850 den ehemaligen Lübecker Bischofssitz am Domhof als Gebäude. In diesem Gebäude wurde nach langen politischen Diskussionen der Bürgerschaft und im Senat (seit 1865) im Jahr 1872 eine Höhere Bürgerschule eingerichtet, aus der das Johanneum zu Lübeck als Realgymnasium hervorging. An der Ecke zum Domhof und entlang der Musterbahn wurde 1881 ein Erweiterungsbau der Höheren Bürgerschule in Betrieb genommen, der heute noch von der später eingerichteten Oberschule zum Dom genutzt wird.

## Schulleiter
Die Aufsicht über die Domschule lag in vorreformatorischer Zeit bei einem der Domherren, dem Scholaster des Domkapitels.
- 1540–1548: Magister Bernhard Cloenewinkel

## Belege
1. ↑  Jacob von Melle: Gründliche Nachricht, 1787, S. 353